# Danville (Arkansas)
Pour les articles homonymes, voir Danville.
La ville de Danville est le siège du comté de Yell, dans l'Arkansas, aux États-Unis.

## Démographie
| 1880 | 1900 | 1910 | 1920 | 1930 | 1940  | 1950 | 1960 |
| ---- | ---- | ---- | ---- | ---- | ----- | ---- | ---- |
| 200  | 600  | 803  | 833  | 761  | 1 010 | 829  | 955  |

| 1970  | 1980  | 1990  | 2000  | 2010  | - | - | - |
| ----- | ----- | ----- | ----- | ----- | - | - | - |
| 1 362 | 1 698 | 1 585 | 2 392 | 2 409 | - | - | - |

## Source
- (en) Cet article est partiellement ou en totalité issu de l’article de Wikipédia en anglais intitulé « Danville, Arkansas » (voir la liste des auteurs).

1. ↑  « Statistiques des États-Unis - Arizona - Profils des comtés de 2010 » (consulté en novembre 2020)